# Een nacht op de Kale Berg

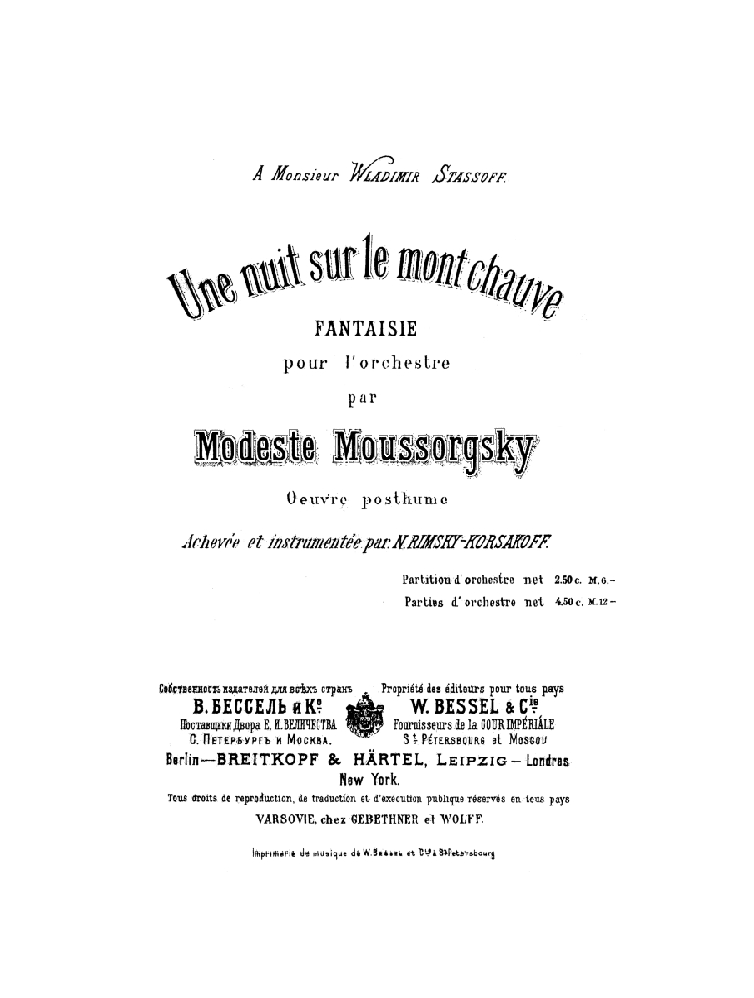
Titelpagina van de partituur van Een nacht op de Kale Berg, 1886

Met Een nacht op de Kale Berg (Russisch: Ночь на лысой горе) wordt doorgaans N. Rimski-Korsakovs symfonisch gedicht uit 1886 bedoeld, waarin Rimski-Korsakov zich voor een belangrijk deel heeft gebaseerd op compositorische schetsen voor een tot dan toe onvoltooid werk van de Russische componist Modest Moessorgski (1839-1881).

## Achtergrond
De inhoud van het stuk is geïnspireerd op het verhaal De avond voor Sint Jan van Nikolaj Gogol en het toneelstuk De heksen (waarschijnlijk van Baron Mengden). Daarnaast is het muzikale deel van het stuk beïnvloed door de Dodendans (Totentanz) van Franz Liszt. Waarschijnlijk zijn de werken van Gogol en Mengden gebaseerd op de Bacchanten van Euripides.
Moessorgski besloot op 21-jarige leeftijd, in 1860, tot het schrijven van een opera, geïnspireerd op Nikolaj Gogols De avond voor Sint Jan. Al snel wijzigde hij zijn plannen: hij besloot een stuk te schrijven over een heksensabbat, het belangrijkste gemeenschappelijke element van De avond voor Sint Jan en De heksen. Zeventien jaar later kon Moessorgski zijn vriend Rimski-Korsakov eindelijk schrijven dat hij "met hulp van God en na dertien dagen hard werken", op Sint-Jansavond (23 juni) het stuk De avond voor Sint Jan op de kale berg had voltooid. Aan een andere vriend, Nikolsky, schreef hij ook een brief over zijn stuk. Hij verdeelde het stuk in deze brief in vier delen: (1) samenkomst van de heksen, hun gekeuvel en geroddel, (2) de verschijning van Satan, (3) de verering van Satan, en (4) de heksensabbat. Eigenlijk heeft het stuk nog een vijfde deel, namelijk het besef dat er iets gruwelijks is gebeurd, wat in het stuk na het luiden van de kerkklokken wordt vertolkt (vlak voor acht uur vertrekken alle heksen weer).
Moessorgski was erg trots op zijn stuk en hij beloofde dat hij het stuk nooit zou wijzigen, ondanks eventuele tekortkomingen. Die belofte brak hij echter niet veel later, nadat zijn mentor, Balakirev, in 1867 zijn ongenoegen over het stuk had uitgesproken en had geweigerd het te laten opvoeren. Het stuk zou onspeelbaar zijn. Moessorgski was diep bedroefd en deed een tijd lang niets meer met het stuk, maar hij vond het stuk zo mooi dat hij bleef proberen het stuk alsnog te laten uitvoeren. Enkele jaren later herschreef hij het stuk, maar geen van zijn versies werd uitgevoerd.
Pas in 1886, vijf jaar nadat Moessorgski was overleden aan een alcoholvergiftiging, orkestreerde Rimski-Korsakov het stuk, zodat het kon worden uitgevoerd. Hij noemde zijn versie Een nacht op de kale berg. Veel critici zijn van mening dat Rimski-Korsakov het stuk zelfs opnieuw heeft gecomponeerd, te veel heeft geschaafd aan het stuk en dat het stuk daardoor té beschaafd is geworden. Echter, Rimsky-Korsakov had geen inzage in de oude  versie van 1867 en baseerde zich op de piano / vocale versie van 10 mei 1880 (The Fair at Sorochynski, opera gecomponeerd tussen 1874 en 1880). Deze heeft hij dus georkestreerd met weglating van het koor. Het is vrijwel altijd de versie van Rimski-Korsakov die vandaag de dag nog wordt uitgevoerd.
Er bestaat ook een georkestreerde versie van de dirigent Leopold Stokowski. Deze besloot in 1939 een eigen versie van dit werk te maken omdat hij dichter bij het origineel van Moessorgski wilde komen, een ruwer en wilder geheel, in tegenstelling tot Rimski’s gepolijste, ‘verwesterde’ (bedoeld wordt waarschijnlijk ‘niet Slavisch klinkende’) stijl. De in 1940 geproduceerde film Fantasia van Disney bleek een perfecte gelegenheid voor Stokowski om zijn versie te promoten.
De eerste versie (1867) is pas in de jaren twintig weer ontdekt in Leningrad en in 1968 in druk verschenen. Vermeld zij nog dat deze versie door Moessorgski in slechts twaalf dagen direct voor orkest werd uitgeschreven, maar dus vernietigende kritiek van Balakirev heeft gekregen.